# Ольховое (Луганская область)
Ольховое (укр. Вільхове) — посёлок, относится к Станично-Луганскому району Луганской области Украины.

## История
После провозглашения независимости Украины село оказалось на границе с Россией, здесь был оборудован пограничный переход, который находится в зоне ответственности Луганского пограничного отряда Восточного регионального управления ГПСУ.
Население по переписи 2001 года составляло 3114 человек.
18 февраля 2015 года по распоряжению Кабинета министров Украины пограничный переход был закрыт.

## Местный совет
93650, Луганська обл., Станично-Луганський р-н, с. Валуйське, вул. Совєтська, 274  (укр.)